# Cmentarz Bernardyński
Cmentarz Bernardyński (lit. Bernardinų kapinės) – cmentarz w Wilnie, na Zarzeczu, założony w 1810.

## Historia
Cmentarz ma długą i złożoną historię, podobną do losów cmentarza Na Rossie. Pierwszy cmentarz znajdował się przy kościele oo. Bernardynów, przed kościołem św. Anny. W związku z przeprowadzeniem na jego terenie ulicy św. Anny, na podstawie decyzji magistratu wileńskiego z 25 lutego 1810, na wniosek Katolickiej Kongregacji Niemieckiej św. Marcina przy kościele św. Anny, cmentarz przeniesiono na dzisiejsze miejsce. Wykonanie planu cmentarza Bernardyńskiego przypisuje się Józefowi Poussierowi. Najstarszą, liczącą najcenniejsze i najstarsze nagrobki, jest część zachodnia cmentarza, od bramy głównej do końca kolumbariów, sięgająca do ścieżki nad nabrzeżnym zboczem. Zdaniem historyków przewyższa on dziś swą wartością zespół budowli cmentarnych na Rossie, zwłaszcza po zburzeniu tamtejszych kolumbariów. Wymagającą dziś odbudowy kaplicę cmentarną zbudowano w latach 1825–1827 według planów Józefa Poussiera.
Na cmentarzu Bernardyńskim spoczywa wiele postaci zasłużonych dla miasta, jak profesorowie byłego Uniwersytetu Wileńskiego z okresu dwu wieków, literaci, poeci, malarze, artyści fotografowie, aktorzy, śpiewacy, muzycy, kompozytorzy, pedagodzy, nauczyciele, działacze społeczni, oświatowi i polityczni, lekarze i prawnicy, inżynierowie i budowniczy, księża, kapłani i zakonnicy, historycy sztuki, wojskowi i powstańcy 1863 roku.
Twórcami najstarszych nagrobków są wileńscy artyści, m.in. J. Rosiński, J. Kozłowski, J. Sobolewski, L. Andruszkiewicz, W. Łabanowski, B. Jacuński, J. Korkuć oraz J. Horbacewicz. Liczne pomniki żeliwne pochodzą w manufaktury w Wiszniewie.
Cmentarz Bernardyński, zamknięty w latach 90. XX wieku, uznano za zespół zabytkowy chroniony prawem. Dzięki inicjatywie Rady Ochrony Pamięci Walk i Męczeństwa, oraz współdziałającej z nią polskiej Fundacji Wspierania Współpracy Polsko-Litewskiej im. A. Mickiewicza, za pieniądze rządu polskiego do dziś odrestaurowano około 150 nagrobków. Z funduszy miasta Wilna odbudowano część ogrodzenia, odrestaurowano bramę i wzmocniono skarpę.
Obecnie cmentarz znajduje się na liście najpiękniejszych cmentarzy w Europie.

## Pochowani
- Józef Bieliński – polski lekarz, badacz dziejów instytucji medycznych w Polsce
- Leon Borowski – polski krytyk literacki
- Henryk Cywiński – polski wiceadmirał floty rosyjskiej
- Marian Dziewicki – polski prawnik
- Tekla Iwicka – polska filantropka
- Ignacy Iwicki – polski pedagog i tłumacz
- Stanisław Bonifacy Jundziłł – polski pijar, przyrodnik, pedagog
- Józef Jundziłł – polski botanik
- Kamila Marcinkiewicz – polska pianistka
- Marian Massonius – filozof, psycholog i pedagog
- Włodzimierz Mazurkiewicz – polski pilot, inżynier
- Franciszek Ksawery Narwojsz – polski matematyk, inżynier
- Zachariasz Niemczewski – polski profesor matematyki
- Olgierd Pożerski – polski wojskowy, generał brygady Wojska Polskiego II RP
- Kanuty Rusiecki – polski malarz
- Bolesław Rusiecki – polski malarz
- Jan Skidełł – polski teolog
- Józef Strumiłło (1774–1847) – prawnik, działacz niepodległościowy, botanik, prekursor nowoczesnego ogrodnictwa
- Józef Kazimierz Ziemacki – polski profesor chirurgii.

Na cmentarzu Bernardyńskim spoczywają także potomkowie polskiego malarza Ferdynanda Ruszczyca, jak również matka Feliksa Dzierżyńskiego – Helena z Januszewskich.